# Athiasella tuberculata
Athiasella tuberculata är en spindeldjursart som beskrevs av Wolfgang Karg 1993. Athiasella tuberculata ingår i släktet Athiasella och familjen Ologamasidae. Inga underarter finns listade.